# Estlands amter
Et amt (estisk: maakond) er en administrativ del af Estland.
Estland er inddelt i 15 amter. Ledelsen af hvert amt er styret af en amtmand (estisk: maavanem), som repræsenterer regeringen på regionalt niveau. Amtmændene er udpeget af regeringen og fungerer i perioder af 5 år. 
Hvert amt er yderligere inddelt i kommuner. Der er to slags kommuner i Estland: Bykommuner (estisk: linn) og landkommuner (estisk: vald).
Efter den administrative reform i oktober 2017 er amterne beholdt og har samme navn, men har fået ændret amtsgrænserne. I reformen blev 185 kommuner lagt sammen til 51 kommuner, mens 28 kommuner ikke blev fusioneret. Således faldt antallet af kommuner fra 213 til 79.

## Liste over amter
- Harjumaa 614.567
- Hiiumaa 8.497
- Ida-Virumaa (Øst Viru) 132.741
- Jõgevamaa 27.858
- Järvamaa 29.697
- Läänemaa (Vest) 20.229
- Lääne-Virumaa (Vest Viru) 58.709
- Põlvamaa 23.991
- Pärnumaa 85.710
- Raplamaa 33.529
- Saaremaa 31.292
- Tartumaa 157.760
- Valgamaa 27.651
- Viljandimaa 45.413
- Võrumaa 34.180

Indbyggertal per 31. december 2021.

## Historie
I de første århundreder e.v.t. begyndte politiske og administrative underinddelinger at opstå i Estland. To større underinddelinger opstod: sogn (estisk: kihelkond) og amter (estisk: maakond). Amterne bestod af flere sogne under ledelse af en af de ældste indbyggere. Sognene bestod af flere landsbyer. Næsten alle sogn havde mindst et fæstningsværk. Forsvaret af lokalområderne var under ledelse af den øverstkommanderende, den ældste i sognet. Omkring det 1200-tallet var følgende store amter opstået: Saare, Lääne, Harju, Rävala, Viru, Järva, Sakala og Ugandi.
Den første dokumentation på den politiske og administrative inddeling af Estland kommer fra Henrik af Livlands krønike skrevet i 1200-tallet under de nordiske korstog.
De estiske amters og sognes selvstændighed endte efter de blev besat og delt mellem Danmark, Sværdridderne, Biskopperne af Tartu og Biskopperne af Øsel. Navnet Rävala blev ændret til Reval, hvilket også blev navnet på den estiske by Lindanisse, som senere blev til Tallinn. Amterne Ugandi og Sakala forsvandt fra almindeligt brug.
I 1580'erne efter Den livlandske krig, hvor Sverige havde erobret det nordlige Estland, blev amterne Harjumaa, Järvamaa, Läänemaa og Virumaa officielt dannet. Sydestland, som tilhørte Polen fra 1582-1620, blev opdelt i voivodskaberne Pärnu vojevoodkond og Tartu vojevoodkond. Øen Saaremaa tilhørte Danmark indtil 1645. De blev alle amter, da de kom ind under svensk herredømme.
Det administrative system forblev stort set, som det var, da Estland kom ind under russisk styre efter Den Store Nordiske Krig med Freden i Nystad. I 1793 formedes Võrumaa i den sydlige del af Tartumaa, Viljandimaa mellem Tartumaa og Pärnumaa og Paldiski i det vestlige Harjumaa. I 1796 blev Paldiski igen en del af Harjumaa. Indtil 1888 var Võrumaa og Viljandimaa ikke uafhængige henholdsvis fra Tartumaa og Pärnumaa.
Der var flere ændringer af amtsgrænserne efter Estland blev uafhængigt. Mest iøjnefaldene er oprettelsen af Valgamaa (fra dele af Võrumaa, Tartumaa og Viljandimaa) og Petserimaa amt (området blev en del af Estland i kraft af Fredstraktaten i Tartu fra 1920).
Under det sovjetiske styre blev Petseri igen en del af Rusland i 1945. Hiiu løsrev sig fra Lääne i 1946, Jõgeva fra Tartu i 1949 og Jõhvi (i dag Ida-Viru) fra Viru i 1949. Amterne blev fuldstændigt opløst i 1950, da Estiske SSR blev opdelt i regioner (rajoonid) og (indtil 1950) oblaster. Indtil 1960'erne ændredes grænserne på regionerne ofte indtil 15 af dem var tilbage.
Amterne blev genetableret den 1. januar 1990.